# Giuseppe Pettine
Giuseppe Antonio Luigi Pettine (Isernia, 13 febbraio 1874 – 1966) è stato un compositore e mandolinista italiano naturalizzato statunitense.

## Primi anni di vita e carriera
Pettine iniziò a studiare il mandolino con Camille Mastropaolo quando era molto giovane. La sua famiglia emigrò negli Stati Uniti nel 1889 e si stabilì a Providence (Rhode Island); Giuseppe era considerato un bambino prodigio del mandolino per via dei suoi grandi concerti. Raffaele Calace dedicò il suo primo concerto per Mandolino (op 113) a Pettine, suo connazionale ed amico, in onore delle sue capacità e alla passione per il mandolino.
Pettine era un membro del "Big Trio", un trio formato dal chitarrista William Foden, dal banjista Frederick Bacon e Giuseppe Pettine al mandolino. Pubblicò nel 1896 un libro per mandolino e un tutorial realizzato in sei volumi. Divenne anche un maestro della tecnica italiana per mandolino, di cui fecero parte anche William Place Jr. e Alfonso Balasone. Oggi il suo libro e i suoi metodi sono ancora considerati tra i più importanti testi per mandolino mai pubblicati.

## Produzione di mandolini
Oltre alle sue attività come musicista, Pettine si dedicava anche allo sviluppo e produzione di nuovi mandolini. Questo progetto era portato avanti in cooperazione con la VEGA, una società di produzione di strumenti musicali di Boston, creando il modello "Giuseppe Pettine Special", un mandolino solista creato dopo il mandolino napoletano dei Vinaccia, una famiglia di liutai napoletani.

## Composizioni
Come compositore diede un grande contributo al repertorio per mandolino, scrivendo musiche originali per assoli di mandolino o in combinazione con altri strumenti. I suoi lavori includono l'opera Concerto Patetico per mandolino e piano. Questa opera è presente anche in una versione non completa per mandolino e orchestra.
Un'altra composizione per mandolino solista è Fantasia Romantica, un lavoro che enfatizza la possibilità di includere l'armonica.

## Onorificenze
George C. Krick, un noto chitarrista, mandolinista e contemporaneo di Pettine scrisse: "L'uomo che senza dubbio ha contribuito più di chiunque altro alla letteratura americana del mandolino è Giuseppe Pettine." e "Il suo repertorio concertistico comprende molti dei più grandi concerti per violino e composizioni originali e le sue tournée lo hanno portato dal Maine alla California. Tra le sue numerose composizioni il "Concerto Patetico" per mandolino e pianoforte, è il suo più grande contributo alla letteratura del mandolino".
Pettine morì nel 1966.